# Ortodiagonalni štirikotnik
Ortodiagonálni štírikótnik je v ravninski geometriji štirikotnik, v katerem se njegovi dve diagonali sekata pod pravim kotom, kar pomeni, da sta daljici med nesosednjima ogliščema med seboj pravokotni.

## Opredelitve
Za vsak ortodiagonalni štirikotnik je vsota kvadratov dveh nasprotnih stranic enaka vsoti kvadratov drugih dveh nasprotnih stranic. Za ortodiagonalni štirikotnik s stranicami a, b, c in d tako velja:
{\displaystyle a^{2}+c^{2}=b^{2}+d^{2}\!\,.}
To sledi iz Pitagorovega izreka, po katerem lahko vsako od teh dveh vsot kvadratov razširimo v vsoto štirih kvadratov razdalj od oglišč štirikotnika do presečišča diagonal. Velja tudi obratno, vsak štirikotnik, za katerega velja zgornji izraz, je ortodiagonalen.

## Posebni primeri
Poseben primer ortodiagonalnega štirikotnika je deltoid, kjer je ena diagonala tudi os simetrije lika. Deltoidi so ravno ortodiagonalni štirikotniki, kjer so vse stranice tudi tangente k včrtani krožnici, oziroma so tangentni ortodiagonalni štirikotniki. Tudi nekateri enakokraki trapezi so lahko ortodiagonalni.
Deltoidi z dvema notranjima nasprotnima pravima kotoma so tudi bicentrični. Za razliko od bicentričnih štirikotnikov obstajajo tudi ortogonalni štirikotniki, ki imajo samo en notranji pravi kot.
Romb je ortodiagonalni štirikotnik z dvema paroma vzporednih (in enakih) stranic, oziroma ortodiagonalni štirikotnik, ki je hkrati tudi paralelogram.
Kvadrat je mejni primer, tako deltoida, kot romba.

## Ploščina
Ploščina ortodiagonalnega štirikotnika je enaka polovici produkta dolžin njegovih diagonal {\displaystyle f_{1}} in {\displaystyle f_{2}}:
{\displaystyle p={\frac {f_{1}f_{2}}{2}}\!\,.}
Ortodiagonalni štirikotnik ima pri danih diagonalah največjo ploščino od vseh konveksnih štirikotnikov.

## Druge značilnosti
- ortodiagonalni štirikotniki so edini štirikotniki pri katerih stranice in kota, ki ju tvorita diagonali, enolično ne določajo ploščine.[2] Dva romba, (katerih diagonali tvorita pravi kot), z enakima dolžinama stranic a in z različnima notranjima ostrima kotoma imata na primer različni ploščini.

- v ortodiagonalnem štirikotniku imata daljici med razpoloviščema nasprotnih stranic enaki dolžini.[1]

- središča kvadratov nad stranicami konveksnega štirikotnika tvorijo oglišča ortodiagonalnega štirikotnika z enakima dolžinama diagonal.

- štirikotnik, ki ga tvorijo razpolovišča stranic ortodiagonalnega štirikotnika, je pravokotnik.

## Značilnosti tetivnih ortodiagonalnih štirikotnikov
- naj za tretivni ortogonalni štirikotnik presečišče diagonal razdeli eno diagonalo v dva dela z dolžinama p1 in p2, drugo diagonalo pa na dela z dolžinama q1 in q2. Potem, velja: [6]

{\displaystyle p_{1}^{2}+p_{2}^{2}+q_{1}^{2}+q_{2}^{2}=a^{2}+c^{2}=b^{2}+d^{2}=4R^{2}\!\,,}
kjer je R polmer očrtane krožnice. To velja, ker sta diagonali pravokotni tetivi krožnice. Srednja vrednost {\displaystyle p_{1}^{2},} {\displaystyle p_{2}^{2},} {\displaystyle q_{1}^{2},} in {\displaystyle q_{2}^{2}} je enaka {\displaystyle R^{2}}. Poleg tega iz enačb a2 + c2 = b2 + d2 = 4R2 sledi, da je v tetivnem ortodiagonalnem štirikotniku vsota kvadratov stranic enaka osemkratnemu kvadratu polmera očrtane krožnice.
- po Brahmaguptovem izreku v tetivnem ortodiagonalnem štirikotniku pravokotnice iz presečišča diagonal na stranice razpolavljajo nasprotne stranice.[1]

- v tetivnem ortodiagonalnem štirikotniku je razdalja od središča očrtane krožnice na katerokoli stranico enaka polovici dolžine nasprotne stranice.[1]

- v tetivnem ortodiagonalnem štirikotniku razpolovišča stranic in presečišča pravokotnic iz razpolovišč stranic na nasprotne stranice ležijo na krožnici s središčem v težišču štirikotnika. Ta krožnica se imenuje krožnica osmih točk.